# Аппенцелль-Іннерроден
Аппенцелль-Іннерроден (нім. Appenzell Innerrhoden) або Внутрішній Аппенцелль — невеликий німецькомовний напівкантон на північному сході Швейцарії. Адміністративний центр — місто Аппенцелль.